# Carlos de Baraibar
Carlos de Baraibar Espondaburu  (Vitoria, 1895-Santiago de Chile, 1 de julio de 1972) fue un periodista y político español, de ideología socialista.

## Biografía
Comenzó su carrera periodística en la revista vitoriana Ateneo. Se trasladó posteriormente a Madrid, trabajando en la redacción de El Sol llegando a ser redactor jefe de dicha publicación, hasta su dimisión el 26 de marzo de 1931. Tras la proclamación de la República trabajó en Luz.
Inició su actividad política en el nacionalismo vasco. Más tarde viró hacia el socialismo, estableciendo una duradera amistad con Largo Caballero. Ingresó en la Agrupación Socialista Madrileña en octubre de 1931. Entre abril y septiembre de 1933 fue director general de Trabajo, en el ministerio de Trabajo y Previsión Social que presidía Largo Caballero.
Fue uno de los intelectuales que, habiendo comenzado a militar en el PSOE tras la instauración de la Segunda República, forjaron el discurso revolucionario característico de la facción caballerista del PSOE. Baraibar y Luis de Araquistáin, otro de los más firmes partidarios de Largo Caballero dentro del PSOE que, como Baraibar, tampoco era un militante histórico del partido, eran los propietarios, fundadores y directores de Claridad, el semanario (desde abril de 1936 diario) que actuaba, desde su fundación en marzo de 1935, como portavoz de la corriente caballerista del PSOE, al estar controlado El Socialista por la dirección, prietista, del PSOE. Baraibar participó en la polémica que enfrentó a los "bolchevizadores" socialistas con los partidarios de Prieto. A principios de 1935, Hernández Zancajo, presidente de las Juventudes Socialistas, publicó Octubre, un folleto en el que defendía la perspectiva revolucionaria y rechazaba el reformismo. Indalecio Prieto respondió con una serie de artículos publicados en El Liberal en abril y mayo que se publicarían conjuntamente después con el título de Posiciones socialistas, al que Baraibar contestó el 30 de junio con otro, Las falsas 'posiciones socialistas' de Indalecio Prieto.
En plena Guerra Civil, Largo Caballero, presidente del Gobierno, le encomendó en febrero de 1937 la misión de organizar una sublevación de las cabilas marroquíes en el Protectorado Español que no tuvo el menor éxito. Por otro lado, mientras Baraibar estaba encargado de los preparativos de la sublevación en Marruecos, se produjo un nuevo enfrentamiento entre el Partido Comunista y Largo Caballero, en relación con la caída de Málaga. Los comunistas exigieron y consiguieron el cese del subsecretario de la Guerra, el general Asensio, el cual fue sustituido por el propio Baraibar (21 de febrero de 1937), el cual carecía de cualquier experiencia militar.
Durante febrero y marzo de 1937, Largo trató de conseguir que el presidente de la República, Manuel Azaña, aprobase una crisis de gobierno y constituir un nuevo gobierno bajo su presidencia, más próximo a sus posiciones políticas, para el que propuso a Baraibar como ministro de Gobernación, sin conseguirlo. Baraibar permaneció en el cargo hasta el 20 de mayo de 1937, cuando Largo fue sustituido al frente del gobierno por Juan Negrín y el ministro de Defensa Nacional en el nuevo gobierno, Indalecio Prieto, lo sustituyó por Antonio Fernández Bolaños. Su paso por la Subsecretaría de Guerra no tuvo relevancia.
El descalabro de la izquierda caballerista en mayo de 1937 afectó también a Claridad. El periódico, propiedad de Araquistáin y Baraibar, se encontraba bajo el mando de un comité de control obrero. En noviembre, la dirección de la UGT, de la que también habían sido desalojados los caballeristas, consiguió que la propiedad del diario pasase al comité obrero en noviembre de 1937, tras un pleito judicial. Desde entonces, Claridad sería el órgano de expresión de la UGT. Tras su paso por Valencia, en donde colaboró con periódicos socialistas y anarquistas, Baraibar pasó a Barcelona, donde publicó, con el dirigente anarquista Diego Abad de Santillán, la revista Timón, entre julio y diciembre de 1938.
Tras el final de la Guerra Civil, se exilió en Chile, país al que arribó octubre de 1939. Allí fue colaborador de los diarios La Voz y El Mercurio de Santiago y de la revista Timón de Buenos Aires. En 1941 abandonó el PSOE. También impartió conferencias en países de Europa, África y América como especialista en política internacional. De acuerdo con informes del Ministerio de Asuntos Exteriores español, citados por el historiador Ángel Viñas, Baraibar se ofreció al embajador español para espiar entre la colonia de exiliados españoles.
En 1954 fue delegado en Chile de la organización anticomunista Congreso por la Libertad de la Cultura. Volvió temporalmente a España en febrero de 1971, pero regresó a Chile, donde murió en 1972.